# アムール・ブアッザ
アムール・ブアッザ（アラビア語: هامور بوعزة, ラテン文字表記:Hameur Bouazza, 1985年2月22日 - ）は、フランス・エソンヌ県エヴリー出身の元アルジェリア代表サッカー選手。現役時代のポジションはMF（サイドハーフ）、FW（ウイング）。主に左サイドを主戦場としているが、右サイドでもプレーすることが出来る。カッとなりやすい性格が玉に瑕で、度々トラブルを引き起こす。イスラム教徒でもある。

## 経歴

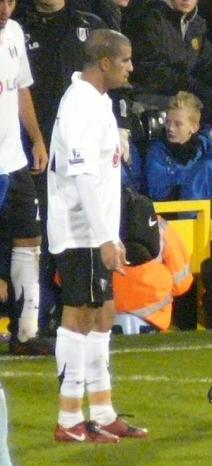
フラム時代（2007年）

AJオセールの下部組織で1年間過ごした後、ワトフォードFCユースへ移籍。その後、トップチームに昇格し、中心選手として活躍。2005-06シーズン前半はスウィンドン・タウンFCにレンタル移籍をしていたが、シーズン後半はワトフォードへ戻り、チームをプレミアリーグ昇格に貢献した。ワトフォードのフットボールリーグ・チャンピオンシップ降格に伴い、2007-2008シーズンからはフラムFCへ4年契約で移籍。しかし、フラムでは定位置を確保できず、2回のレンタル移籍を繰り返した。
2009-2010シーズンからトルコのスィヴァススポルへ移籍するも、トルコでの生活に馴染めずわずか5日で退団し、2009年8月31日にブラックプールFCへ移籍。2010-11シーズンはリーグ・アンに初昇格したACアルル＝アヴィニョンに加入した。しかしクラブが1部で苦戦する中でも自身はリーグ戦のスタメン出場は3試合に留まり、2011年2月にミルウォールFCへレンタルされる。4月19日、翌シーズンより同クラブへ2年契約で完全移籍することが決定した。2017年1月12日、リーグ・ドゥのレッドスターFC93からCLP-1のエトワール・サヘルへ2年契約で移籍することが発表された。
自身はフランス生まれだが、両親がアルジェリア人のため、アルジェリア代表を選択した。2010 FIFAワールドカップ・アフリカ予選では2次・最終予選を通じて4試合（いずれも途中出場）のみの出場に終わったが、アフリカネイションズカップ2010のメンバーには選出されている。